# L'Été de nos quinze ans
Pour plus de détails, voir Fiche technique et Distribution.
L'Eté de nos quinze ans est un film français réalisé par Marcel Jullian et sorti en 1983.

## Synopsis
François, un petit garçon de cinq ans dont le père, André, tient un restaurant à Deauville, fait une fugue en compagnie de Malène Dupuis, la fille d'une célèbre cantatrice. Les deux enfants se réfugient dans le commissariat de la ville où leurs parents angoissés les retrouvent avec soulagement. 
Dix ans plus tard, François, devenu adolescent, atterrit par hasard en parachute dans la propriété des parents de Malène. Les deux jeunes gens se retrouvent le temps d'un bal puis se séparent lorsque les parents de Malène décident brusquement de partir pour la Camargue. François décide alors d'accompagner son père et son épouse pour retrouver la jeune fille. 
Tandis qu'André organise une corrida en l'honneur de Malène, cette dernière manque de se noyer dans le Rhône, avant d'être sauvée in extremis par Luc, un élégant jeune homme, qui aura une aventure avec sa propre tante. François et Malène se retrouveront à Pans où la jeune fille accordera enfin un premier baiser à son soupirant…

## Fiche technique
- Titre : L'Été de nos quinze ans
- Réalisation : Marcel Jullian, assisté de Marc Rivière et Étienne Dhaene
- Scénario et dialogues : Marcel Jullian et Marcel Dassault, d'après une idée de Marcel Dassault
- Décors : Dominique André
- Photographie : Henri Decae
- Son : Bernard Rochut
- Montage : Robert Isnardon, Monique Isnardon
- Musique : Jacques Revaux
- Production : Alain Poiré
- Sociétés de production : Gaumont International, Société des films Marcel Dassault
- Pays de production :  France
- Langue : français
- Format : Couleurs - 35mm - son mono
- Genre : comédie dramatique
- Durée : 100 minutes
- Date de sortie : 
  - France : 2 février 1983

## Distribution
- Michel Sardou : André
- Cyrielle Clair : Martine
- Malène Sveinbjornsson : Malène
- Élisa Servier : Maud
- Alexandre Sterling : François
- Cécile Magnet : Pascaline
- Henri Courseaux : Michel
- Bernard Alane : Hubert
- Alain Doutey : Thibault
- Céline Ertaud : Caroline
- Marie-Christine Darah : Prune
- Serge Sauvion : Commissaire
- Charles Moulin : Le guérisseur
- Robert Dalban : Le Paysan
- Jean-Louis Rolland : Albert
- Jean Luisi : L'inspecteur
- Alain Rocca : Le pilote
- Nicolas Escale : François enfant
- Camille Raymond : Malène enfant
- Frédérique Daubaire : Sophie
- Akim Ghili : Marc
- Guillaume Boisseau : Jojo
- Jacques Legras : Le « satyre » du cinéma
- Régis Musset
- Michel Derain
- Benoît Allemane
- Jacques Chazot : le danseur (non crédité)
- Mireille Darc : la cliente de l'hôtel (non créditée)